# Юри (футболист)
Юри де Соуза Фонсека (порт. Yuri de Souza Fonseca; род. 8 августа 1982, Масейо, Бразилия), более известный как Юри — бразильский футболист, нападающий. Имеет португальское гражданство.   
Провёл 14 лет в составе клуба «Понферрадина» и является лучшим бомбардиром в его истории.

## Клубная карьера
Родился в Масейо, бразильском городе штата Алагоас. В подростковом возрасте переехал в Португалию и поступил в академию футбольного клуба «Мая». В 2000 году дебютировал во второй лиге Португалии.
В декабре 2002 года стало известно, что футболиста готова приобрести «Боавишта». Юри стал игроком «пантер» после Нового года. По его словам после подписания контракта, он надеялся, что «игра в этом клубе поможет ему получить вызов в сборную Португалии». Первый раз в Суперлиге Юри забил в матче против «Академики».
В 2004 году Юри перешёл в «Жил Висенте» на правах аренды. Через некоторое время был арендован клубом «Эшторил-Прая».
В 2005 году стал игроком «Понтеведры». В 2007 году был отдан в аренду на сезон в «Лас-Пальмас». Аренда вышла неудачной — Юри объявил об уходе из «Лас-Пальмаса» из-за нехватки игровой практики, имея в активе 0 забитых мячей.
В 2009 году бесплатно перешёл в «Понферрадину». Дебютировал в Сегунде 30 августа в матче против феррольского «Расинга». 23 сентября в матче против «Баракальдо» забил первый гол за клуб в чемпионате. Постепенно стал игроком основного состава. Сезон 12/13 стал для Юри одним из самых результативных — в лиге форвард забил 21 гол и отдал 5 ассистов за 38 матчей.
В 2016 году Юри подписал контракт на сезон с китайским «Циндао». Через год вернулся в «Понферрадину». 
В сезоне 20/21 «Понферрадина» получила шанс на итоговое попадание в плей-офф за выход в Ла Лигу, но закончила сезон на 8 месте. 
Archysport:

Играть с «Понфе» в первом дивизионе - моя мечта. Надеюсь, что это произойдет в ближайшее время, потому что годы идут, и для меня это действительно как застрявшая заноза.
— Юри в 2021 году газете Archysport
В августе 2024 года объявил о завершении карьеры игрока.

## Личная жизнь
Брат Игор и двоюродный брат Шарлес — бывшие футболисты. Бывший защитник «Реала» Пепе является троюродным братом Юри.